# The Baseballs
I Baseballs sono un gruppo rock and roll tedesco originario di Berlino.

## Storia del gruppo
Formatosi a Berlino nel 2007 è diventato popolare con versioni anni cinquanta di hit moderne come Umbrella di Rihanna e Hot n Cold di Katy Perry. I tre membri del gruppo vengono citati solo con i nomi propri (Sam, Digger e Basti). Si sono incontrati per la prima volta in un complesso di sala prove a Berlino, da lì a poco decidono di formare la band, dopo un paio di prove. Nelle loro esibizioni live, i tre cantanti, sono supportati da un gruppo di musicisti suddiviso in quattro pezzi (pianoforte, chitarra, batteria, contrabbasso) che li affiancano anche durante le loro esecuzioni in studio.
Dopo la loro prima registrazione in studio a fine estate del 2007, ricevono un accordo con la Major Label Warner Music Germany nell'ottobre 2008. L'album di debutto è stato realizzato dal team di produzione di Berlino JMC Music.
Il 1º maggio del 2009 viene pubblicato il loro primo singolo, "Umbrella", cover del brano di Rihanna, hit in gran parte dell'Europa. Nel video è inoltre presente l'attrice Drew Barrymore.
L'album di debutto "Strike" è uscito a metà maggio 2009 in Germania, Svizzera e Austria, a ottobre in Finlandia, a dicembre in Svezia, a febbraio 2010 in Norvegia, a marzo nei Paesi Bassi e a luglio in Italia, raggiungendo il sesto posto in Germania e piazzandosi al secondo posto in Svizzera. Fatta eccezione per i paesi di lingua tedesca, hanno avuto anche un grande successo nelle altre parti dell'Europa. In Finlandia, il singolo "Umbrella" ed il loro album hanno entrambi raggiunto la prima posizione nelle rispettive classifiche. Il singolo è stato premiato come disco di platino in Finlandia. In Svezia e in Norvegia, il loro album è salito al primo posto nelle classifiche di gennaio e febbraio 2010. Oltre al triplo platino in Finlandia, hanno anche raggiunto il platino in Svizzera, Svezia e Norvegia. Il 29 gennaio 2010 sono comparsi nel Talkshow norvegese-svedese "Skavlan".
Il 4 febbraio 2010 i Baseballs hanno ricevuto il premio Emma, il più alto premio del mondo musicale finlandese, per l'album più venduto del 2009. Esattamente un mese dopo, il 4 marzo 2010, hanno vinto il Musikpreis Echo tedesco nella categoria Newcomer National.
Nella primavera del 2010, l'album Strike è stato pubblicato in altri paesi europei. Tra i vari traguardi, ha raggiunto il primo posto in Belgio e il secondo nei Paesi Bassi.
Il 12 gennaio 2011 i Baseball vincono l'EBBA (European Border Breaker Award) e il premio Public Choice.
Nell'aprile 2011 esce il secondo album Strings 'n' Stripes che contiene altre cover di canzoni famose, come Candy Shop di 50 Cent e Quit Playing Games dei Backstreet Boys. Si classifica per la prima volta in Finlandia e Norvegia, poi anche in Germania e in altri paesi europei. In Germania, l'album ha raggiunto il posto numero 5 delle classifiche. Da fine settembre a inizio novembre i Baseball avviano un tour europeo di largo successo.
Il 1º agosto 2011 i Baseballs prendono parte ad una campagna pubblicitaria tedesca per il gelato Haagen-Dazs con la società di produzione General Mills, scrivendo appositamente, con Cosma Shiva Hagenla, la canzone Wha Wha che dà anche il nome alla campagna. Questo brano è liberamente disponibile e può essere scaricato gratuitamente dalla parte tedesca del marchio Häagen-Dazs.
il 28 febbraio 2012 parte lo "Strings 'n' Stripes Tour" presso la Colonia E-Werk, pubblicato poi il 25 maggio su CD, DVD e Blu-ray col nome Strings 'n' Stripes Live.
Nel 2013, i Baseballs compaiono nell'album di DJ Bobo Reloaded per il quale hanno registrato con lui una nuova versione del successo estivo Chihuahua.
Il 13 marzo 2014 con i brani Mo Hotta Mo Betta e Goodbye Peggy Sue arrivano nella parte preliminare della Eurovision Song Contest, rimanendo fino al primo turno di votazioni dove hanno cantato Mo Hotta Mo Betta.
Il 28 marzo 2014 esce Game Day, pubblicando per la prima volta un album con canzoni prevalentemente auto-prodotte, tra cui Mo Hotta Mo Betta e Goodbye Peggy Sue. L'album contiene anche la cover Royals di Lorde.
Nel 2016 tornano con Hit Me Baby..., album di cover molto note a ragazze e ragazzi degli anni novanta. Il titolo dell'album va a richiamare parte del testo di una celebre canzone di Britney Spears, Baby One More Time, la cui cover è presente nel disco.

## Discografia

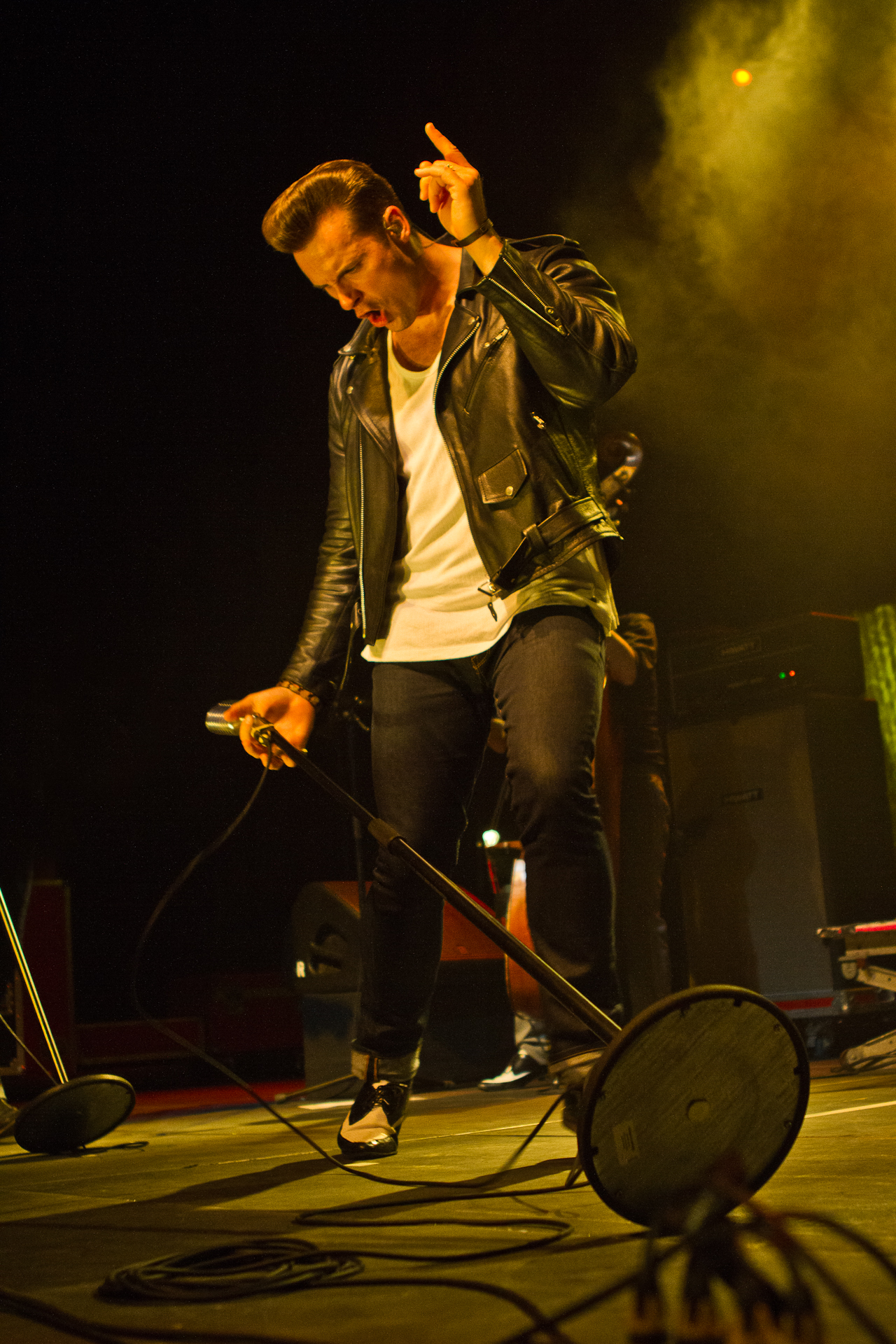
The Baseballs, E-Werk Köln

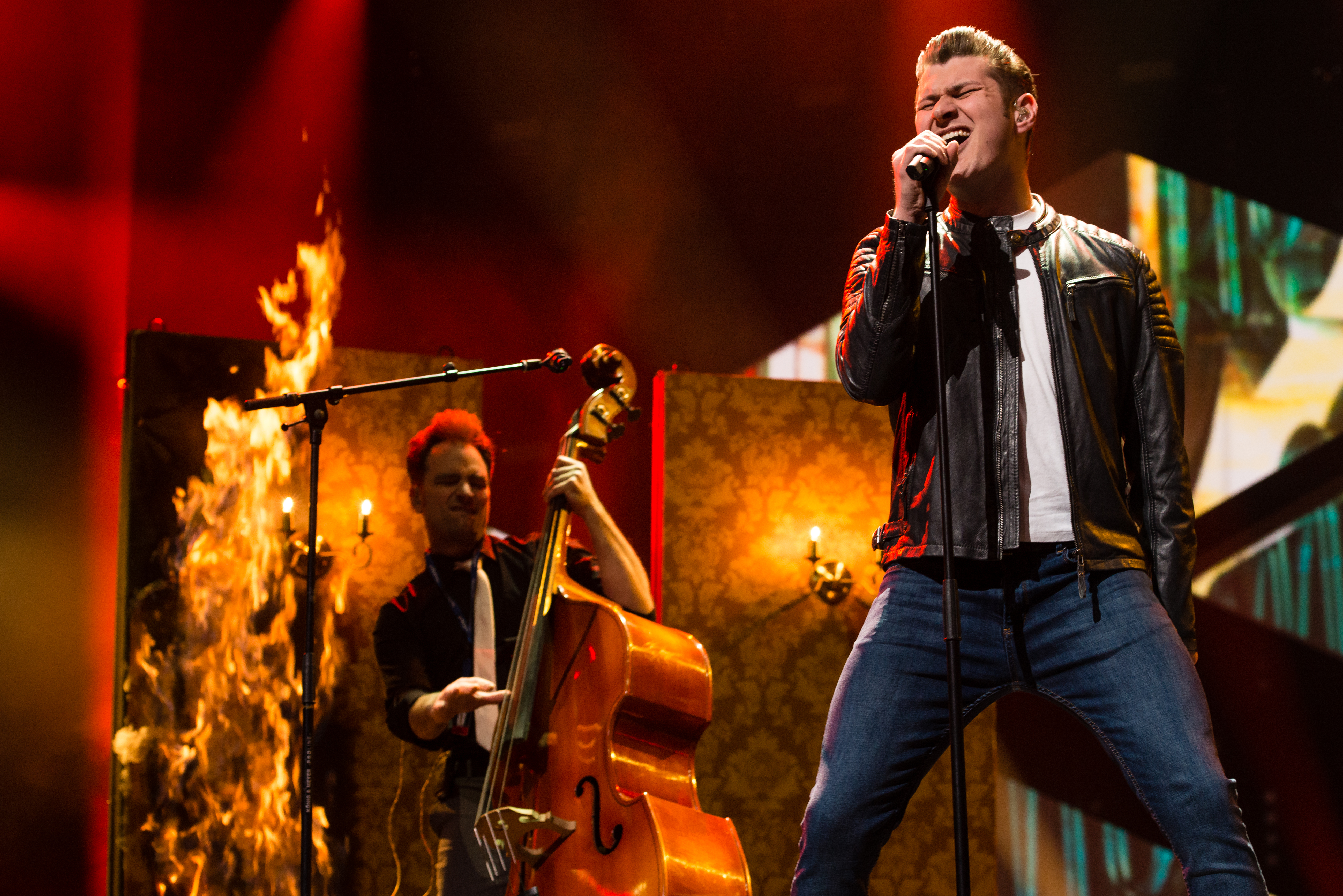
The Baseballs, 2014

### Album in studio
- 2009 - Strike!
- 2011 - Strings 'n' Stripes
- 2012 - Good Ol’ Christmas
- 2014 - Game Day
- 2016 - Hit Me Baby...
- 2017 - The Sun Sessions
- 2021 - Hot Shots

### Singoli
- 2009 - Umbrella
- 2009 - Hot n Cold
- 2010 - Last in Line
- 2010 - Chasing Cars
- 2011 - Hello
- 2011 - Candy Shop
- 2011 - This Is a Night (Heet is een nacht)
- 2011 - Wha Wha
- 2014 - Mo Hotta Mo Betta
- 2014 - On My Way
- 2021 - Rock Me Amadeus
- 2021 - Don’t Worry Be Happy
- 2022 - Like A Virgin